# София Владимирова
София Владимирова, по мъж Димитрова, е българска телевизионна сценаристка, член на Съвета за електронни медии в периодите  2010 – 2013 година и 2016 – 2022 година.

## Биография
София Владимирова завършва столичното 22 средно училище „Георги С. Раковски“. След това завършва магистратура във Факултета по журналистика и масова комуникация на Софийски университет „Свети Климент Охридски“.
Работи като стажант-репортер в „Българско национално радио“ и вестник „Новинар“. От 2000 до 2008 г. е сценарист в компанията „Междинна станция“ и работи към предаванията „Сблъсък“, „10-те най“, „Мюзък айдъл“, „Дежа-вю“, „Рекламна пауза“.
От 2009 до 2010 г. е директор на дирекция „Информация и връзки с обществеността“ към Министерството на външните работи. Говори английски и немски.
През 2010 г. е избрана за член на Съвета за електронни медии от квотата на Народното събрание. През 2012 г. жребият определя София Владимирова да напусне СЕМ, но близо година тя остава в регулатора, заради забавяне от страна на парламента. През 2013 г. НС избира Иво Атанасов и Владимирова напуска органа.
След това тя работи в частния сектор до избирането си за втори мандат като член на Съвета за електронни медии от НС през 2016 година.
През 2017 г., 2018 г. и 2019 г. Владимирова е избирана за председател на СЕМ. През 2020 г. отказва да се кандидатира повторно и гласува за Бетина Жотева.
Вторият ѝ мандат в СЕМ изтича през 2022 година.
Семейна с едно дете.